# Panobius
Panobius — рід адапіформних приматів, що жив в Азії в ранньому або середньому еоцені.